# Partido Nuevo Progresista
Die Partido Nuevo Progresista ist eine der bedeutendsten Parteien Puerto Ricos. Sie tritt für eine Integration des Landes in die Vereinigten Staaten als 51. Bundesstaat ein. Nach der Wahl 2008 wurde sie die stärkste Partei im Repräsentantenhaus und im Senat Puerto Ricos. Sie stellt die (nicht stimmberechtigte) Delegierte im US-Repräsentantenhaus, Jenniffer González.
Die Partei wurde im August 1967 gegründet und gewann schnell an Bedeutung. Zuletzt konnte sie am 6. November 2012 einen Erfolg feiern, als sich  in einem Referendum die Mehrheit für die von der Partei seit ihrer Gründung geforderte Aufnahme in die USA aussprach.